# Komdiw
Komdiw (a. komdyw, ros. комдив) – w Armii Czerwonej w okresie od 22 września 1935 do 7 maja 1940 nazwa stopnia wojskowego.
Stosowana także jako nieformalny skrót nazwy stanowiska służbowego dowódcy dywizji – komandir diwizji (ros. командир дивизии).

## Opis
Stopień komdiwa był niższy od stopnia komkora i wyższy od stopnia kombriga oraz równorzędny w stosunku do stopni:
- flagmana II rangi (ros. флагман 2 ранга) i inżyniera flagmana II rangi (ros. инженер-флагман 2 ранга) we Flocie Czerwonej,
- komisarza dywizjonowego (ros. дивизионный комиссар) w służbie politycznej RKKA,
- diwinżynier (ros. дивинженер) w wojskach technicznych,
- diwintendant (ros. дивинтендант) w kwatermistrzostwie i administracji wojskowej,
- diwwracz (ros. дивврач) w wojskowej służbie zdrowia,
- diwwetwracz (ros. дивветврач) w wojskowej służbie weterynaryjnej,
- diwwojenjurist (ros. диввоенюрист) w służbie sprawiedliwości.

Oznaki stopnia komdiwa

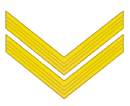
Rękaw
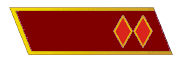
Kołnierz
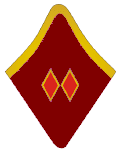
Płaszcz